# Sala Sporturilor „Dumitru Popescu Colibași”
Sala Sporturilor „Dumitru Popescu Colibași” este o sală multifuncțională din municipiul Brașov, România, având o capacitate totală de 1.570 de locuri pe scaune. La competițiile mai importante se pot monta două rânduri de scaune suplimentare în partea de sus a sălii, ceea ce conduce la o capacitate totală de aproximativ 1.700 de locuri. Sala este prevăzută doar cu două tribune laterale, iar suprafața de joc are dimensiunile de 40×20 m2.
Sala a fost denumită în memoria lui Dumitru Popescu Colibași, un rugbyst valoros, iar ulterior un important antrenor de handbal, dar la nivel local este cunoscută mai simplu, ca „Sala Sporturilor”. Sala este utilizată în principal de echipa de handbal feminin ASC Corona 2010 Brașov și ocazional de clubul de baschet Olimpia CSU Brașov. De asemenea, sala găzduiește evenimente culturale sau concerte.

## Modernizare
În 2007, în Sala Sporturilor „Dumitru Popescu Colibași” a fost instalată o a doua tribună. Sala a fost renovată apoi între 2011 și aprilie 2013. Prin renovare s-a urmărit sporirea capacității totale, extinderea parcării din vecinătate cu încă 500 de locuri și modernizarea aspectului exterior al sălii. Costul lucrărilor s-a ridicat la 6,7 milioane de euro.

## Evenimente
Printre evenimentele majore găzduite de sală se numără meciurile de tenis masculin dintre echipele României și Belarusului, din cadrul Grupei Mondiale de Cupă Davis 2005, jucate pe zgură, și cele dintre România și Olanda, din zona europeană a Cupei Davis 2013, jucate pe parchet.
De asemenea, sala „Dumitru Popescu Colibași” a găzduit câteva meciuri din competițiile europene jucate de Rulmentul Brașov (fostul nume al Coronei Brașov), precum finala Cupei Challenge din sezonul 2005–06 sau finala Cupei Cupelor EHF din sezonul 2007–08. În Cupa EHF, Rulmentul a jucat în sală toate meciurile de pe teren propriu ale sezonului 2006–07 până în sferturile de finală, iar în 2008–09 inclusiv semifinalele. Mai recent, sala a găzduit toate meciurile de pe teren propriu ale Coronei Brașov din sezonul 2015–16 al Cupei EHF, inclusiv semifinalele.